# JIA新人賞
JIA新人賞（ジェーアイエーしんじんしょう）は、建築家の登竜門と呼ばれる新人賞。ほかに吉岡賞があるが、評価基準が全く違う。

## 概要
1989年に創設。社団法人日本建築家協会（JIA）の新人賞として、優れた着想と感動を呼ぶ造形、合理精神に基づく機能性の追求、自然、風土、地域的特性を配慮し、時代精神を反映した、優れた建築に贈られる。この精神に基づき、才能に恵まれ、真摯な努力を重ねている新人の奨励のために、その作品の設計者を表彰する賞である。

## 歴代受賞作品・受賞者
| 受賞回           | 作品名                                                            | 受賞者                      |
| ---------------- | ----------------------------------------------------------------- | --------------------------- |
| 第35回（2023年） | チドリテラス                                                      | 藤原徹平                    |
| 第35回（2023年） | 上越市雪中貯蔵施設 ユキノハコ                                     | 海法圭                      |
| 第34回（2022年） | BONUS TRACK                                                       | 千葉元生+山道拓人           |
| 第34回（2022年） | 甲陽園の家                                                        | 畑友洋                      |
| 第33回（2021年） | サクラと住宅                                                      | 神田篤宏+佐野もも           |
| 第33回（2021年） | 高岡のゲストハウス                                                | 能作文徳                    |
| 第33回（2021年） | houseS/shopB                                                      | 木村吉成+松本尚子           |
| 第32回（2020年） | コンテナ町家                                                      | 魚谷繁礼                    |
| 第32回（2020年） | 河谷家の住宅                                                      | 髙橋一平                    |
| 第32回（2020年） | JINS京都寺町通                                                    | 中村竜治                    |
| 第31回（2019年） | 弦と弧                                                            | 中山英之                    |
| 第30回（2018年） | 組積の小屋／大栄鉄工所倉庫棟                                      | 塚田修大                    |
| 第30回（2018年） | Good Job! Center KASHIBA                                          | 大西麻貴+百田有希           |
| 第29回（2017年） | 東松山農産物直売所                                                | 馬場兼伸                    |
| 第29回（2017年） | 中出邸                                                            | 近藤哲雄                    |
| 第28回（2016年） | 愛知産業大学 言語・情報共育センター                               | 栗原健太郎+岩月美穂         |
| 第28回（2016年） | 裏庭の家                                                          | 松岡聡+田村裕希             |
| 第27回（2015年） | えんぱーく                                                        | 柳澤潤                      |
| 第27回（2015年） | アパートメント・ハウス                                            | 河内一泰                    |
| 第26回（2014年） | 豊島横尾館                                                        | 永山祐子                    |
| 第26回（2014年） | Shore House                                                       | 原田真宏+原田麻魚           |
| 第25回（2013年） | PATIO                                                             | 矢板久明+矢板直子           |
| 第25回（2013年） | Yo（ワイオー）                                                    | 長田直之                    |
| 第24回（2012年） | Daylight House                                                    | 保坂猛                      |
| 第24回（2012年） | アトリエ・ビスクドール                                            | 前田圭介                    |
| 第23回（2011年） | ヨコハマアパートメント                                            | 西田司+中川エリカ           |
| 第23回（2011年） | フラワーショップH（日比谷花壇日比谷公園店）                       | 乾久美子                    |
| 第22回（2010年） | House C -地層の家-                                                | 中村拓志                    |
| 第22回（2010年） | house K                                                           | 宮晶子                      |
| 第21回（2009年） | 光の矩形                                                          | 五十嵐淳                    |
| 第21回（2009年） | カタガラスの家                                                    | 武井誠+鍋島千恵             |
| 第20回（2008年） | 神保町シアタービル                                                | 山梨知彦+羽鳥達也           |
| 第20回（2008年） | カムフラージュハウス3                                             | 井口浩                      |
| 第19回（2007年） | ES house-01                                                       | 矢田朝士                    |
| 第19回（2007年） | 枡屋本店                                                          | 平田晃久                    |
| 第18回（2006年） | 阿佐谷南の家                                                      | 小川広次                    |
| 第17回（2005年） | 砥用町林業総合センター                                            | 西沢大良                    |
| 第17回（2005年） | 調布のアパートメント                                              | 石黒由紀                    |
| 第16回（2004年） | 中国木材 名古屋事業所                                             | 福島加津也+富永祥子         |
| 第16回（2004年） | 伊達の援護寮                                                      | 藤本壮介                    |
| 第15回（2003年） | ナチュラルエリップス                                              | 遠藤政樹                    |
| 第15回（2003年） | 西所沢の住宅                                                      | 佐藤光彦                    |
| 第14回（2002年） | 森の展望台・トイレ                                                | 高砂正弘                    |
| 第14回（2002年） | 屋根の家                                                          | 手塚貴晴+手塚由比           |
| 第13回（2001年） | ST-1/斜めテラスの家                                               | 中村勇大                    |
| 第13回（2001年） | 飯田橋駅（地下鉄大江戸線）                                        | 渡辺誠                      |
| 第12回（2000年） | 光の森                                                            | 椎名英三                    |
| 第12回（2000年） | NT                                                                | 渡辺真理+木下庸子           |
| 第11回（1999年） | 太田市総合ふれあいセンター                                        | 今村雅樹                    |
| 第11回（1999年） | 香北町立やなせたかし記念館                                        | 古谷誠章+八木佐千子         |
| 第11回（1999年） | 宇土マリーナハウス                                                | 吉松秀樹                    |
| 第10回（1998年） | 常盤台の住まい                                                    | 平倉直子                    |
| 第10回（1998年） | 「ゼンカイ」ハウス                                                | 宮本佳明                    |
| 第10回（1998年） | 和洋女子大学佐倉セミナーハウス                                    | ナンシー・フィンレイ+千葉学 |
| 第9回（1997年）  | 白翳の家                                                          | 坂本昭                      |
| 第9回（1997年）  | 紙の教会                                                          | 坂茂                        |
| 第9回（1997年）  | 老人保健施設「桔梗」                                              | 渡部和生                    |
| 第8回（1996年）  | NOSハウス                                                         | 石田敏明                    |
| 第8回（1996年）  | 輝北天球館                                                        | 高崎正治                    |
| 第7回（1995年）  | 彩の国ふれあいの森森林科学館・宿泊棟                              | 片山和俊                    |
| 第7回（1995年）  | 八丈島のアトリエ                                                  | 團紀彦                      |
| 第7回（1995年）  | 西海パールシー・センター+付属棟（現・九十九島パールシーリゾート） | 古市徹雄                    |
| 第6回（1994年）  | 中原中也記念館                                                    | 宮崎浩                      |
| 第6回（1994年）  | ファンハウス                                                      | 大江匡                      |
| 第5回（1993年）  | 日本橋の家                                                        | 岸和郎                      |
| 第5回（1993年）  | 笠間日動美術館 東館                                               | 芦原太郎                    |
| 第5回（1993年）  | NBK関工園事務棟 事務棟 ホール棟                                   | 大野秀敏                    |
| 第4回（1992年）  | 再春館製薬女子寮                                                  | 妹島和世                    |
| 第4回（1992年）  | 高知県立坂本龍馬記念館                                            | 高橋晶子+高橋寛             |
| 第3回（1991年）  | メトロサ                                                          | 北川原温                    |
| 第2回（1990年）  | INSCRIPTION                                                       | 松永安光                    |
| 第2回（1990年）  | 坂町のアトリエ                                                    | 村上徹                      |
| 第1回（1989年）  | カーニバルショーケース                                            | 栗生明                      |
| 第1回（1989年）  | 二期倶楽部                                                        | 渡辺明                      |